# Anggy Umbara
Pour les articles homonymes, voir Umbara.
Anggy Umbara , également connu sous le nom de D'Jacka, est un réalisateur, scénariste, producteur de films, acteur, musicien, monteur et présentateur indonésien.
Anggy Umbara a été nommé pour le prix Citra du meilleur scénario original pour le film 3 : Alif Lam Mim au Festival du film indonésien 2015 aux côtés de ses frères Bounty Umbara et Fajar Umbara.

## Biographie

### Carrière
La carrière d'Anggy Umbara commence avec la réalisation de divers clips vidéo et en tant que DJ dans le groupe de musique nu-metal Purgatory, avec le nom de scène D'Jackal. 
Le premier long métrage d'Anggy Umbara en tant que réalisateur est Mama Cake en 2012. En 2013, il réalise Coboy Junior the Movie, et son troisième film en 2015, Comic 8, donne naissance à deux suites. Anggy Umbara a également réalisé et écrit le film 3 : Alif Lam Mim, sorti la même année. Anggy Umbara est nommé pour le prix Citra du meilleur scénario original au Festival du film indonésien 2015 pour le scénario de ce film qu'il a co-écrit avec ses frères, Bounty Umbara et Fajar Umbara.

## Filmographie partielle

### Comme réalisateur

#### Au cinéma
- 2012 :  Mama Cake
- 2013 :  Coboy Junior: The Movie
- 2014 :  Comic 8
- 2015 :  Comic 8: Casino Kings Part 1
- 2015 :  3: Alif, Lam, Mim
- 2016 :  Comic 8: Casino Kings Part 2
- 2016 :  Warkop DKI Reborn: Jangkrik Boss Part 1
- 2017 :  Warkop DKI Reborn: Jangkrik Boss Part 2
- 2017 :  5 Cowok Jagoan: Rise of the Zombies
- 2018 :  Insya Allah Sah 2
- 2018 :  DOA (Doyok-Otoy-Ali Oncom): Cari Jodoh
- 2018 :  Suzzanna: Bernapas dalam kubur
- 2019 :  Satu Suro
- 2019 :  Mendadak Kaya
- 2019 :  Si Manis Jembatan Ancol
- 2020 :  Sabar Ini Ujian
- 2021 :  Sampai Ajal Memisahkan
- 2021 :  Devil on Top
- 2021 : I
- 2021 : Will
- 2021 : Survive
- 2021 : Suzzanna: Buried Alive (Balada Sepasang Kekasih Gila)
- 2021 : The Watcher
- 2023 :  Jin & Jun
- 2023 : Khanzab
- 2023 :  Hitmen
- 2023 :  Aku Tahu Kapan Kamu Mati: Desa Bunuh Diri
- 2023 :  Siksa Neraka
- 2024 :  Munkar
- 2024 :  Mukidi
- 2024 :  Vina: Before 7 Days
- 2024 :  Kromoleo
- 2025 :  Setan Botak di Jembatan Ancol
- 2025 :  Les Promesses du cœur

En post-production
- 2025 : Gundik
- Ningsih

## Récompenses et distinctions
- Anggy Umbara  : Récompenses, sur l'Internet Movie Database